# Victoria Memorial
O Victoria Memorial ou Memorial da Rainha Vitória é um monumento em homenagem a monarca britânica Rainha Vitória, localizado à frente do Palácio de Buckingham, em Londres, Reino Unido. Uma das extremidades do The Mall, o memorial foi projetado por Thomas Brock em 1901 e inaugurado em 16 de maio de 1911, ainda que sua conclusão tenha sido somente em 1924. Constitui o cerne de um projeto de restauração urbana que inclui a criação do Queen's Gardens (Jardins da Rainha) e de uma nova fachada do Palácio de Buckingham. 
Com 2.300 toneladas de mármore branco, o monumento é classificado como de I Grau nos edifícios listados do Reino Unido.

## Descrição
Constitui-se de uma grande estátua da Rainha Vitória. Nas laterais destacam-se estátuas de bronze do Anjo da Justiça (voltado para Green Park), o Anjo da Verdade e a Caridade (voltada para o Palácio). Sobre o pináculo, Vitória está sentada juntamente com duas alegorias doadas pela Nova Zelândia. 
O monumento é inspirado por elementos náuticos, assim como o The Mall e o Admiralty Arch; portanto são também representadas sereias e um hipogrifo, todos os quais são sugestivos do poder naval da britânico.
O seu estilo arquitetónico é Beaux-Arts/barroco eduardiano

## Galeria

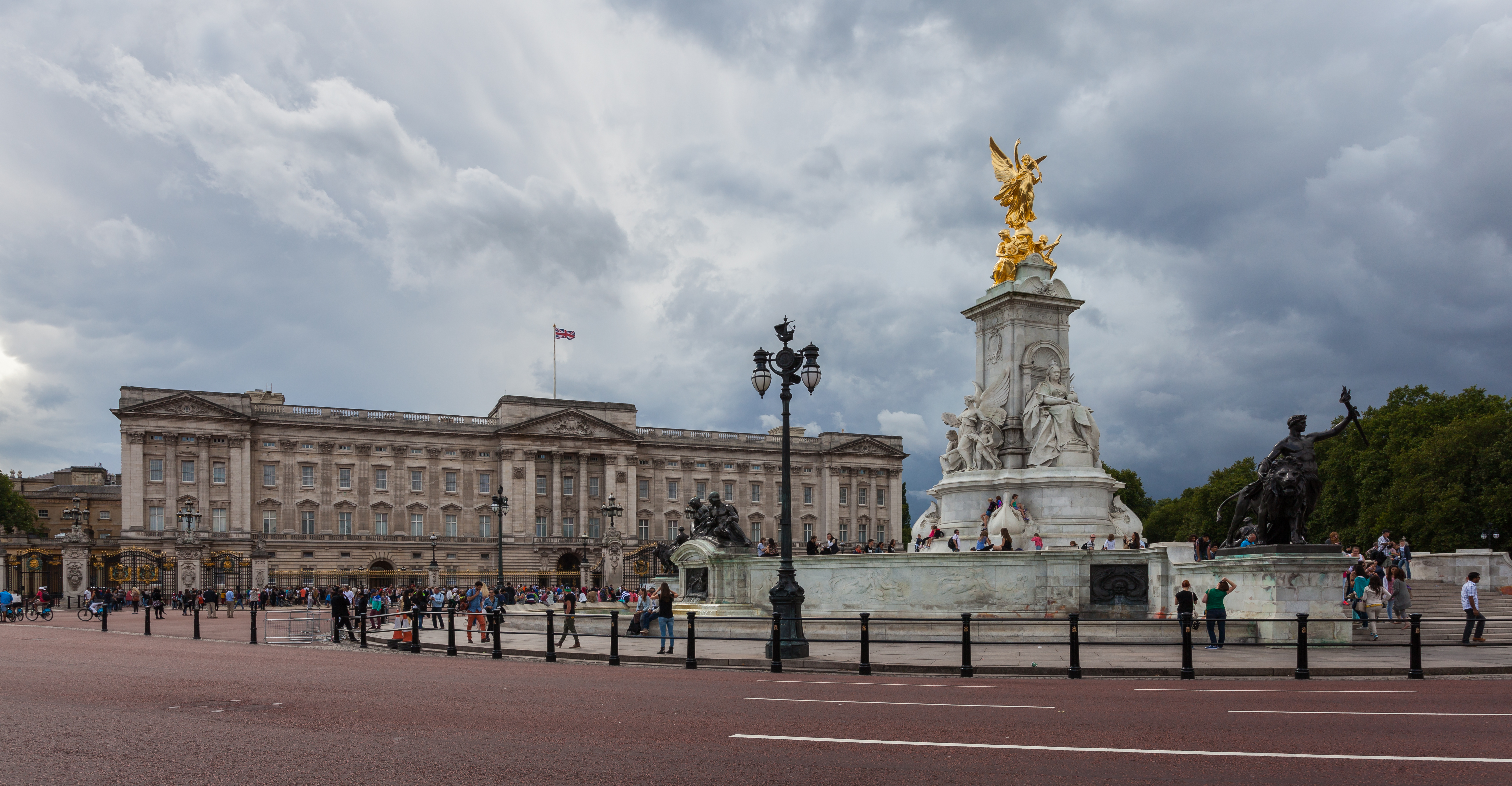
Centro do memorial
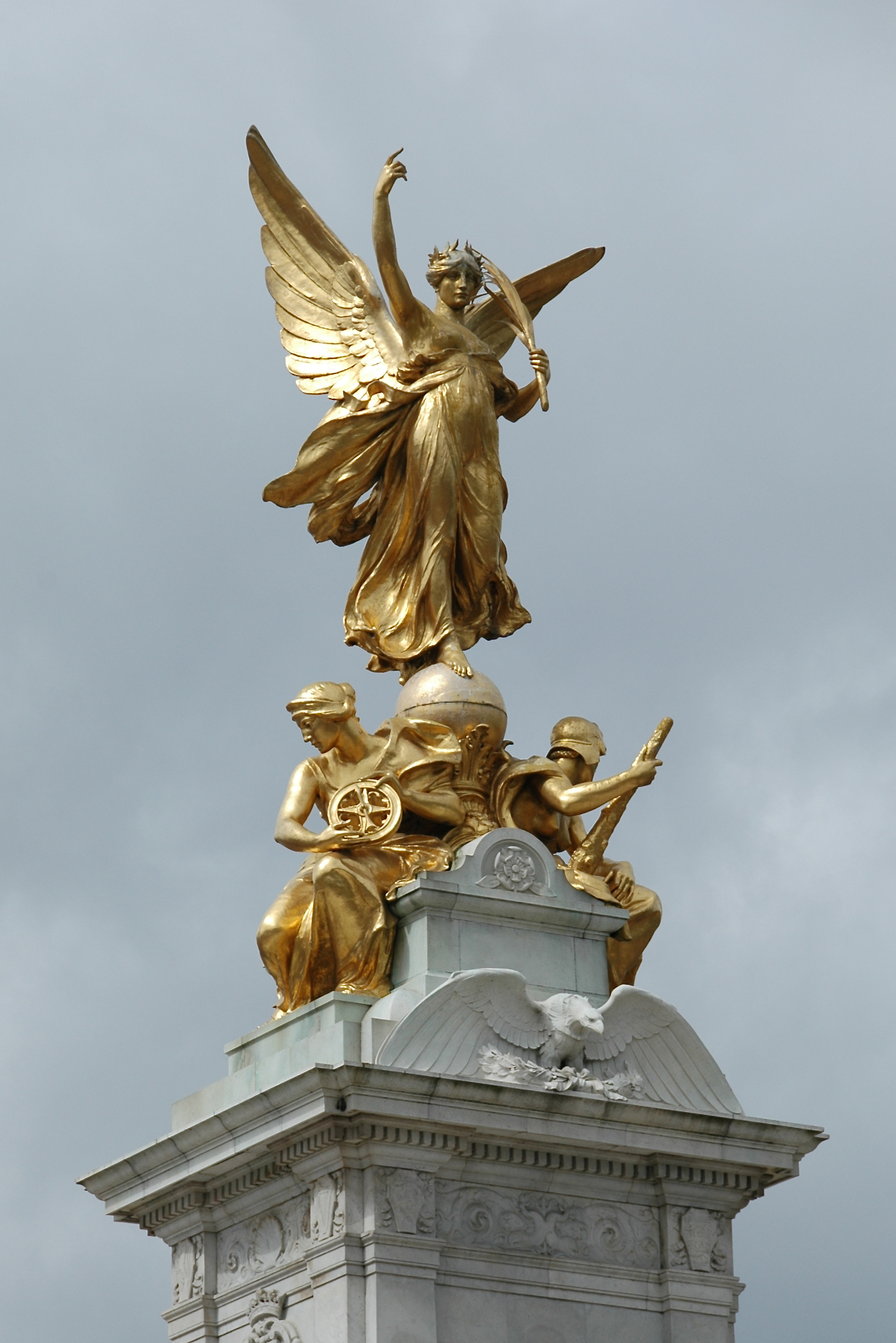
Detalhe do topo do memorial
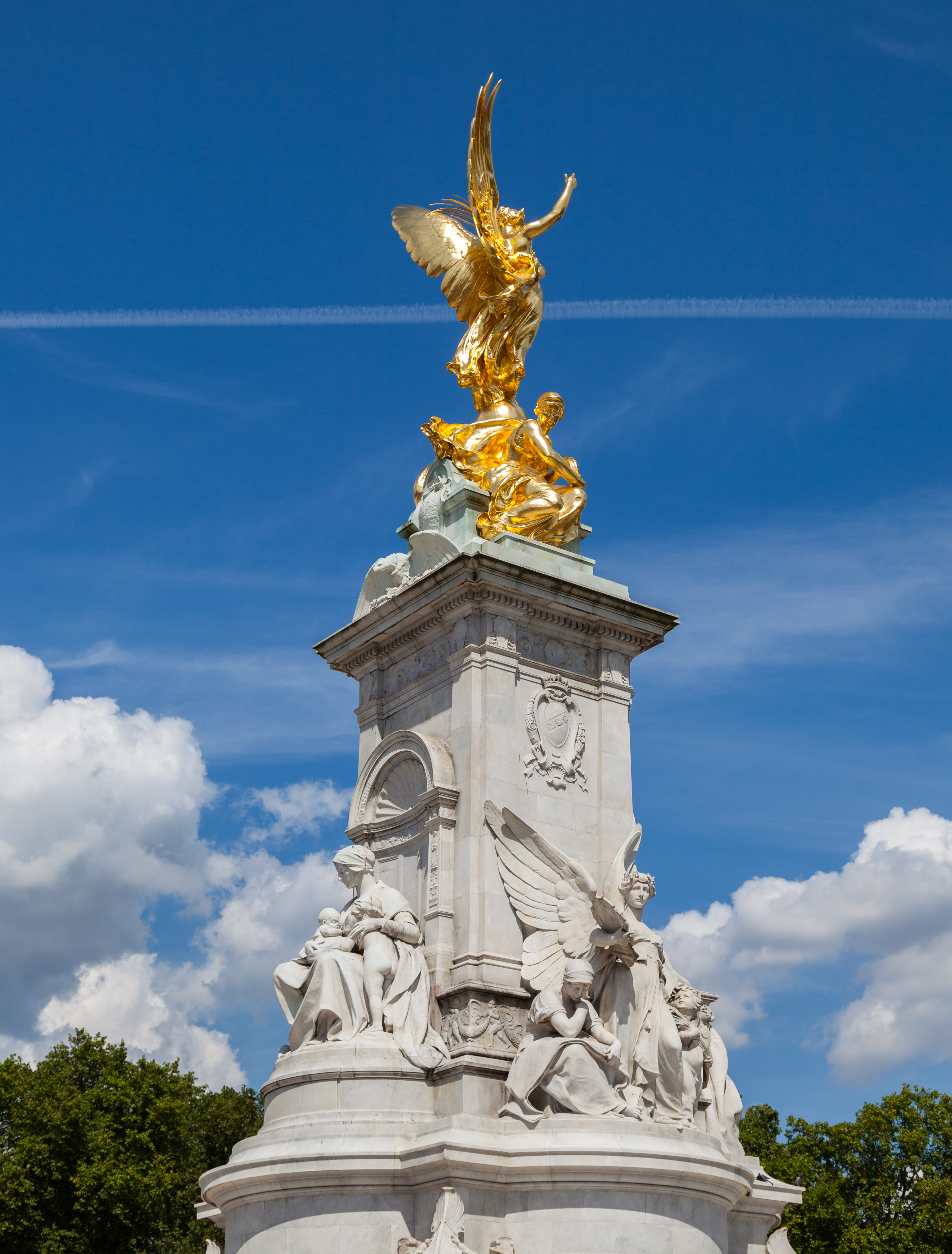
Lado sudoeste da escultura
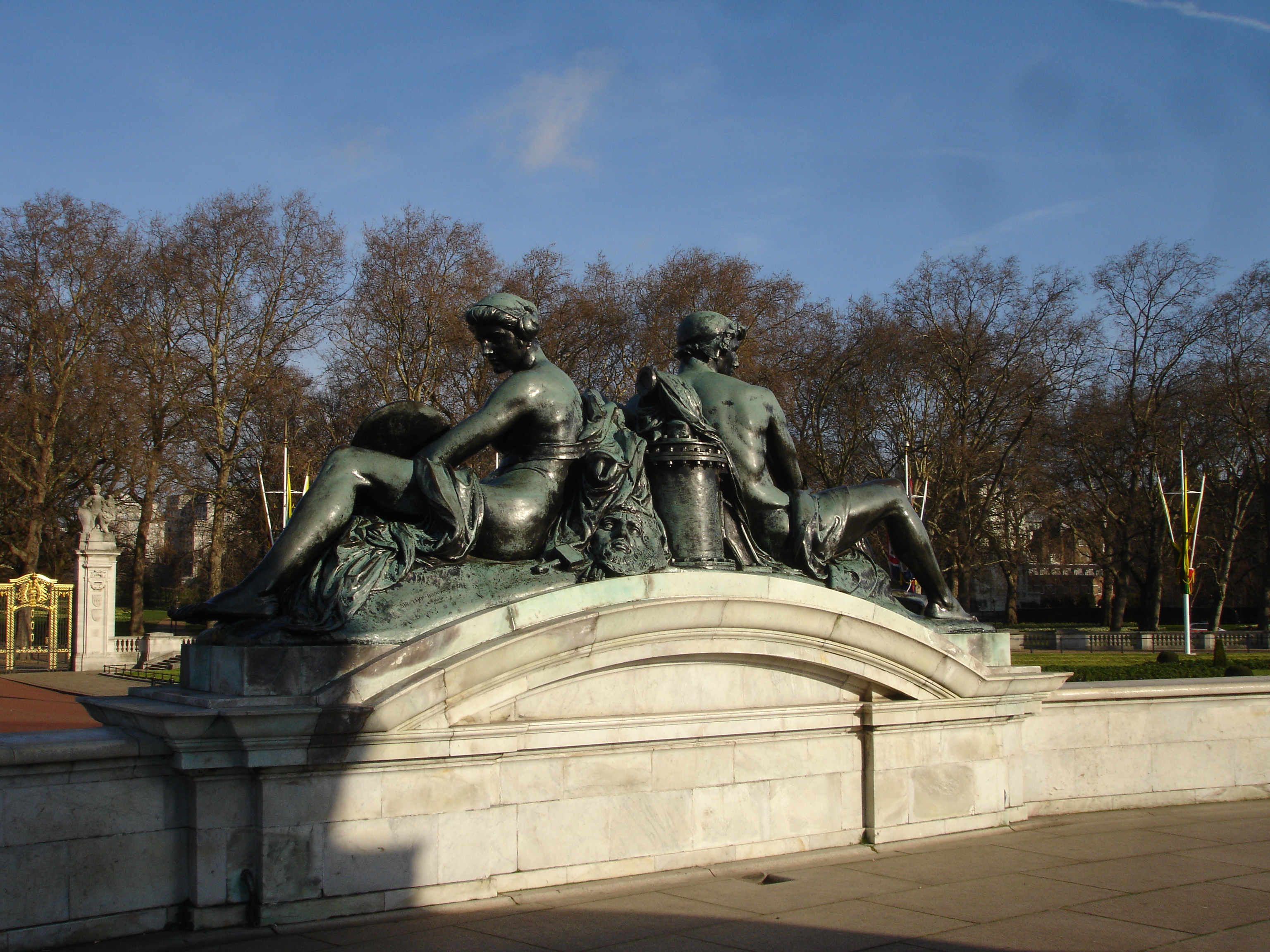
Lado norte do memorial
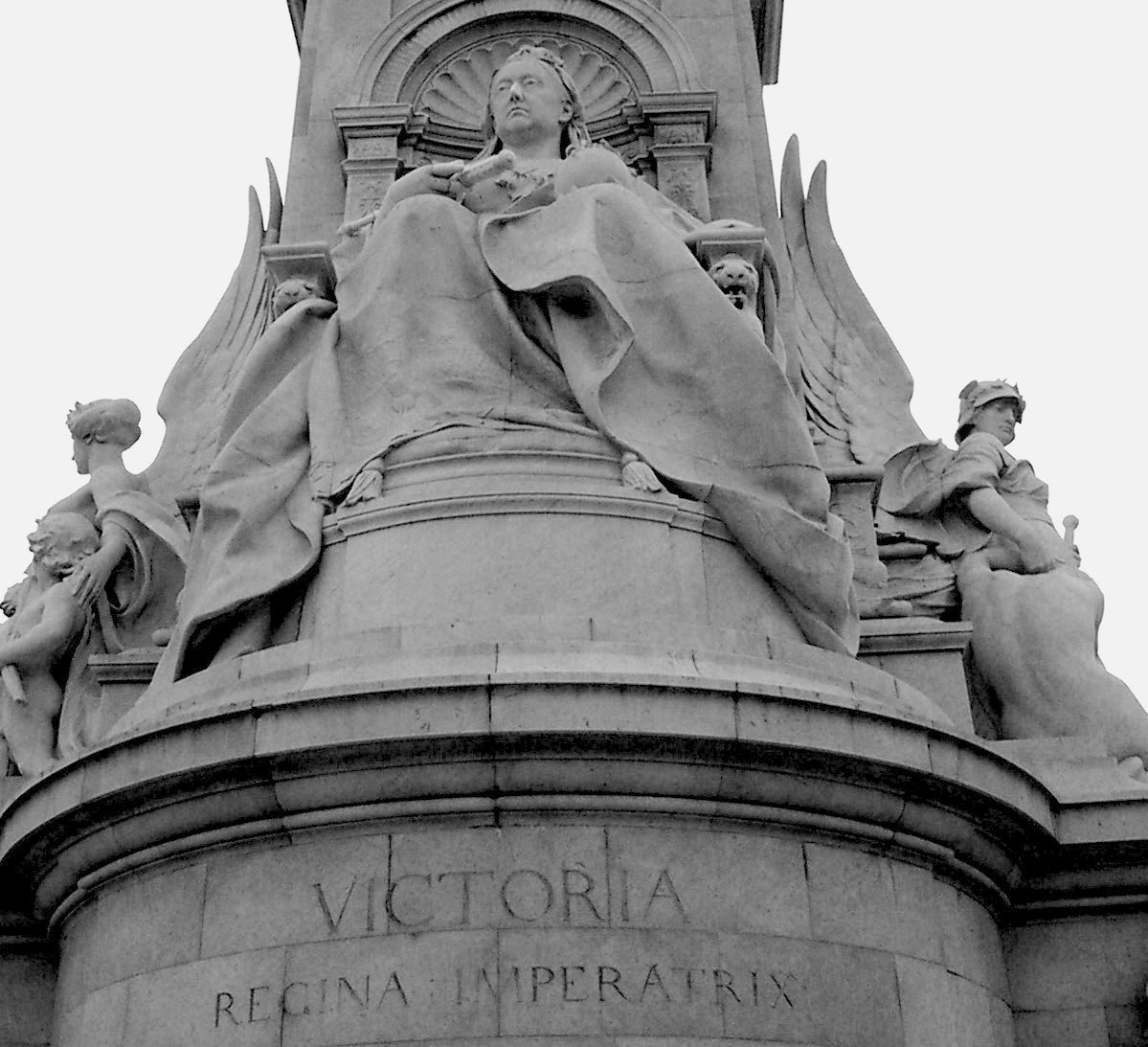
Victoria Memorial visto do Palácio de Buckingham
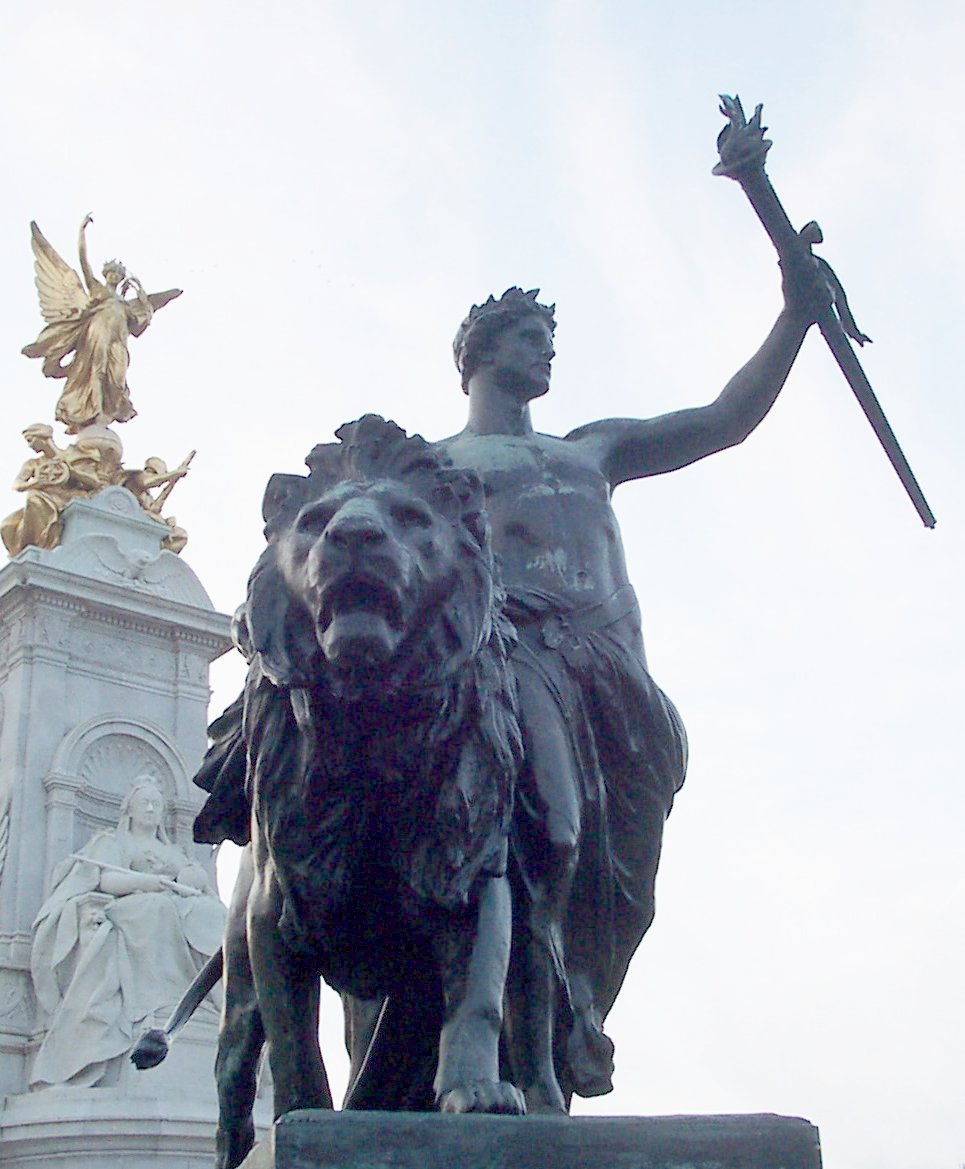
Detalhe da estátua
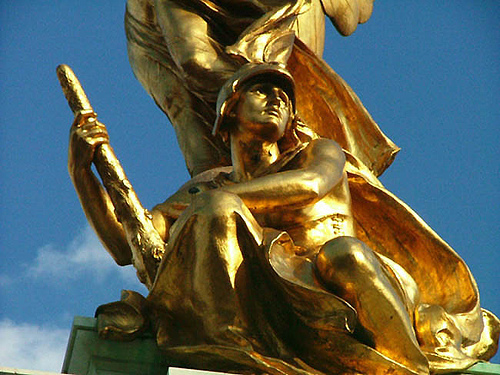
Topo do Memorial
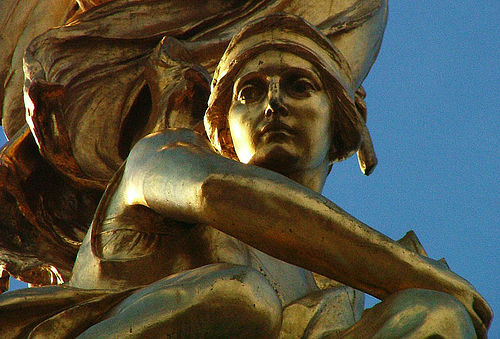
Detalhe de escultura dourada do memorial